# Lovas István (újságíró)
Lovas István (Budapest, 1945. július 17. – Budapest, 2018. június 11.) magyar publicista, politológus, fordító.

## Életrajz
Fiatal korában köztörvényes bűntettek és politikai ügyek miatt is összeütközésbe került a hatóságokkal. 1962-ben Budapesten a bíróság bűnösnek mondta ki a fiatalkorú Lovast „erőszakos nemi közösülés bűntettében mint bűnsegédet”, továbbá bűnösnek találta lopás, orgazdaság és tiltott határátlépés kísérletének bűntettében is.
1965. február 9-én a Budapesti Fővárosi Bíróság „összeesküvésben való részvétel és hazatérés megtagadása” miatt 3 év 2 hónapi szabadságvesztésre ítélte. A rendszerváltás után 1994. január 19-én az ítéletet a Fővárosi Bíróság  9. B. 17/1994/2. szám alatti végzésében semmissé nyilvánította.
1969-ben három hónapot járt a Központi Hittudományi Akadémiára, ahonnan a bekért erkölcsi bizonyítványában feltüntetett politikai bűncselekmények miatt eltanácsolták. Tanulmányait – a politológia területén – 1977–79 között a Calgaryi Egyetemen 1979–80-ban a montreali McGill Egyetemen és 1981–83 között a Los Angeles-i UCLA egyetemen végezte, doktorátusát pedig a Párizsi Politikatudományi Intézetben kapta.
1976-ban kanadai menyasszonyával történt házassága után a helsinki egyezmény értelmében Kanadába költözhetett. 1984 és 1990 között a Szabad Európa Rádió szerkesztője volt Münchenben, illetve tudósítója New Yorkban.
1990 júliusában tért haza, és barátjával, Méhes Csabával létrehozta az „Alapítvány a Kommunizmus Áldozataiért” szervezetet. Több éven át az Országos Fordító és Fordításhitelesítő Iroda és más fordító irodák számára készített fordításokat 9 nyelvből.
1992-től a Pesti Hírlapba kezdett írni, majd számos más napi- és hetilapban publikált, beleértve a Napi Magyarországot, a Magyar Demokratát, a Magyar Fórumot és a Magyar Nemzetet. 1992-től 1994-ig Csúcs László, a Magyar Rádió elnöki posztját betöltő alelnökének tanácsadója volt.
1997-től 2006-ig a Magyar Rádió Vasárnapi Újság című műsorában olvasta fel jegyzeteit, amit Such György, az újonnan kinevezett elnök hivatalba lépése első napján ígéretéhez híven megszüntetett.
1998 és 2002 között Csermely Péternek, a Magyar Televízió hírigazgatójának tanácsadója, az MTV Akadémia ötletgazdája, egyik szervezője, illetve tanára volt. 1999–2002 között a Miniszterelnöki Hivatal tanácsadója volt külföldi sajtóügyekben. 2000 és 2003 között a Pázmány Péter Katolikus Egyetem médiaszakán volt vendégelőadó.
2001 júniusától a Magyar ATV „Sajtóklub” című műsorát vezette, amelyet a Medgyessy-kormány hatalomba lépése után levettek a képernyőről. 2004 és 2014 között a Magyar Nemzet brüsszeli tudósítója volt.
Utolsó éveiben a Magyar Hírlapban, a Magyar Időkben, a Magyar Demokratában publikált, állandó résztvevője volt az Echo TV Sajtóklub című műsorának, és heti nemzetközi sajtószemlét ismertetett a Karc FM rádióban.
2018. július 6-án búcsúztatták családtagjai, barátai, kollegái és tisztelői a budapesti Farkasréti temetőben. A temetésen beszédet mondott Bencsik András, a Magyar Demokrata főszerkesztője, Bayer Zsolt, a Magyar Idők főmunkatársa és Rajki László, a Szabad Európa Rádió egykori munkatársa.

## Elismerései
- Bocskai-díj (Bocskai Szövetség, Szatmárnémeti, 2001)
- „Tárgyilagosság” díj (a Palesztin Állam budapesti nagykövetsége, 2002)
- Szellemi Honvédelem díj (Magyar Nemzet újság, 2006)
- Árpád Pajzs (Holdvilágárok alapítvány, 2009)
- Eötvös József-sajtódíj (2011)
- Ex Libris díj (2015)[8]
- '56-os Pesti Srác díj (2016)[9]

## Közéleti viták
2002-ben a sajtónyilvánosság előtt folytatott vitát a Magyar Nemzet hasábjain Lovas és az Élet és Irodalom szerzői: Fencsik Gábor és Kenedi János. A vita a Kenedi és Fencsik által jegyzett cikkekkel indult, melyben részletesen elemezték Lovas múltbéli konfliktusait a különböző országok hatóságaival és volt házastársával, melyre válaszul a Magyar Nemzet szintén több ellencikkel válaszolt. Fél év múlva jelent meg a Lovas által jegyzett helyesbítő cikk, melyet – állítása szerint – a főszerkesztő csak kihagyásokkal volt hajlandó megjelentetni.

## Művei
- Jobbegyenes; Kairosz, Szentendre, 1999, ISBN 9639137626
- Második jobbegyenes; Kairosz, Szentendre, 2000, ISBN 9639137936
- Jobbcsapott; Kairosz, Szentendre, 2000, ISBN 963-9302-19-8
- Bálint István–Bozóki Antal–Lovas István: Kosovo. Ki a bűnös? Események, kommentárok, dokumentumok; Családi Kör–Dolgozók Kft., Újvidék, 2001 (Különkiadványok. Dosszié sorozat)
- "Liberális" kiütések; Kairosz, Szentendre, 2001, ISBN 963-9302-80-5
- Népirtások a huszadik században; Kairosz, Szentendre, 2001
- Jescso raz. Visszajöttek. Írások a Horn-kurzus idejéből; Kairosz, Bp., 2002
- D-209 és kora; Kairosz, Bp., 2002
- K. O.; Kairosz, Bp., 2002, ISBN 9789639406339
- Kettős mércével; Kairosz, Bp., 2003, ISBN 9789639484276
- Önnek nem hiányzik a válasz? Vasárnapi jegyzetek; Kairosz, Bp., 2004
- Unortodox különcök. Malajzia, Izland és Magyarország sikeres válságkezelése; Kairosz, Bp., 2015

## Portréfilm
- Nincs bocsánat… – Lovas István gondolatai, Fogel Frigyes portréfilmje, (2018)[15]

## Műsorai
- Sajtóklub (Magyar ATV, Budapest TV, Echo TV)
- Törésvonalak (Echo TV)

## Emlékezete
2019. október 4-én megalakult a Lovas István Társaság, amely azzal a céllal jött létre, hogy megőrizze és továbbadja mindazon értékeket, amelyeket az ország e népszerű újságírója képviselt. A Társaság által alapított Lovas István-sajtódíjat (rövidebben: Lovas István-díj) 2019 novemberében adták át először.